# Dia Mirza
Dia Mirza (hindi: दिया मिर्ज़ा) o Diya Mirza Handrich, apodada Dee (nacida el 9 de diciembre de 1981) es una exmodelo y actriz india que actúa en películas de Bollywood. Fue elegida Miss Asia-Pacífico en el año 2000 y fue segunda en el concurso de belleza Femina Miss India de 2000.